# A Life in Pop
A Life in Pop è un documentario del 2006 che tratta la biografia completa dei Pet Shop Boys. Venne trasmesso in onda sul canale inglese Channel 4 nel maggio 2006 (durata di circa un'ora e mezza) e fu pubblicato in versione integrale sotto forma di DVD nell'ottobre 2006 (la durata complessiva è di oltre 3 ore).
Il documentario fu diretto da George Scott e fu prodotto da Nick de Grunwald. Nel documentario sono incluse interviste a Robbie Williams, Brandon Flowers, Peter Robinson, Tim Rice-Oxley, Jake Shears, Bruce Weber e la band-tributo West End Girls.